# Суровцев, Пётр Дмитриевич
Пётр Дмитриевич Суровцев (27 июня 1921, Нижняя Паломица, Северо-Двинская губерния — 16 марта 1979, Москва) — полковник Советской Армии, участник Великой Отечественной войны, Герой Советского Союза (1944).

## Биография
Пётр Суровцев родился 27 июня 1921 года в деревне Нижняя Паломица (ныне — Опаринский район Кировской области). После окончания семи классов школы и сельхозтехникума работал землеустроителем. В январе 1942 года Суровцев был призван на службу в Рабоче-крестьянскую Красную Армию. Окончил Борисовское военно-инженерное училище. С февраля 1943 года — на фронтах Великой Отечественной войны. В боях два раза был ранен.
К ноябрю 1943 года лейтенант Пётр Суровцев командовал взводом 181-го отдельного мотоинженерного батальона 6-й армии 3-го Украинского фронта. Отличился во время битвы за Днепр. В ночь с 25 на 26 ноября 1943 года взвод Суровцева переправлял советские части через Днепр в районе села Каневское Запорожского района Запорожской области Украинской ССР, способствовав захвату ими плацдарма на западном берегу реки. За последующий день он переправил ещё около 300 бойцов и командиров.
Указом Президиума Верховного Совета СССР от 22 февраля 1944 года за «образцовое выполнение боевых заданий командования на фронте борьбы с немецкими захватчиками и проявленные при этом мужество и героизм» лейтенант Пётр Суровцев был удостоен высокого звания Героя Советского Союза с вручением ордена Ленина и медали «Золотая Звезда» за номером 2267.
После окончания войны Суровцев продолжил службу в Советской Армии. В 1957 году он окончил Военно-инженерную академию. В 1976 году в звании полковника Суровцев был уволен в запас. Проживал в Москве. Скончался 16 марта 1979 года, похоронен на Волковском кладбище в городе Мытищи Московской области.

## Награды
- Герой Советского Союза (орден Ленина и медаль «Золотая Звезда»; 22.2.1944)[2][3],
- орден Красной Звезды (21.9.1944)[4],
- орден Отечественной войны 1-й степени (20.4.1945)[5],
- медали[1].

## Память
В честь Суровцева названа улица в Опарино.